# Paul Worms de Romilly
Paul Worms de Romilly (1838 - 1937) est un ingénieur français, inspecteur général des mines, attaché au cabinet du ministre des Travaux publics en 1877, directeur du contrôle des chemins de fer de l'Est et des chemins de fer de l'Ouest, président de la Commission centrale des machines à vapeur et des automobiles et de la Commission permanente du Comité de l'exploitation technique des chemins de fer, membre du Conseil de la Société française de physique, de la Commission centrale des machines à vapeur, du Comité d’admission et du jury des récompenses pour l'Exposition universelle de 1900, du Conseil de perfectionnement de l'École des mines de Paris, du Comité de l’exploitation technique des chemins de fer, du Comité consultatif des chemins de fer et de la Commission permanente de navigation aérienne.

## Biographie
Paul Worms de Romilly est né dans le 2ème arrondissement de Paris le 3 mars 1838, fils de Léonce Worms de Romilly, propriétaire, (lui même fils de Olry Worms de Romilly), et de Stéphanie Rebeca Avigdor. Il épousa Henriette Hauman le 5 avril 1869 dans le 8ème arrondissement de Paris (dont descendance). Paul Worms de Romilly décéda le 22 février 1937 dans le 16ème arrondissement de Paris.

## Distinctions
- Commandeur de la Légion d'honneur (20 janvier 1919)[1]

## Publications
- "Fontes et fers", 1867 (avec Edmond Fuchs)
- "Mémoire sur divers systèmes de régulateurs à force centrifuge", 1872
- "Note sur les perturbations dans les locomotives", 1879
- "Note sur un système de voitures à vapeur", 1879
- "Sur les premiers principes des sciences mathématiques", 1908
- "Dépopulation", 1910
- "Quelques réflexions sur la relativité", 1923 - Préface de Léon Lecornu